# Жувене, Франсуа
Франсуа́ Жувене́, или Жувене Младший (фр. François Jouvenet, Jouvenet le jeune; 19 декабря 1664, Руан — 8 апреля 1749, Париж) — французский живописец, портретист, представитель большой семьи художников Жувене. 

## Биография
Франсуа был девятым сыном в семье Лорана Жувене Второго, или Младшего (1609—1681), и братом более известного Жана-Батиста Жувене (1644—1717), академического живописца «большого стиля» эпохи правления короля Людовика XIV. Франсуа Жувене был принят в Королевскую академию живописи и скульптуры в 1701 году. Он был талантливым портретистом и, в частности, известен тем, что писал портрет русского царя Петра I во время посещения им Парижа в 1717 году.
В 1717 году он присутствовал на похоронах своего брата Жана-Батиста Жувене. В 1731 году его имя документировано вместе с Генриеттой Фавье, вдовой его племянника «Гийома Вьейля», «художника по стеклу в Париже», в качестве опекуна его детей. Среди свидетелей упоминается Фердинанд Нардини, «пристав палаты Его Светлости монсеньора графа Клермона», зять Франсуа Жувене.
Франсуа Жувене скончался 8 апреля 1749 года в Париже, на улице Пти-Огюстен и был похоронен на следующий день в приходе Сен-Сюльпис в присутствии своего сына Франсуа-Дагобера.
Дети Франсуа Жувене (от первого брака с Мари Эллен) также стали художниками: Ноэль Жувене Младший, Франсуа-Дагобер Жувене (1688/1689-1756), Мари-Элизабет Жувене, была замужем за Фердинандом Нардини. 

## Галерея

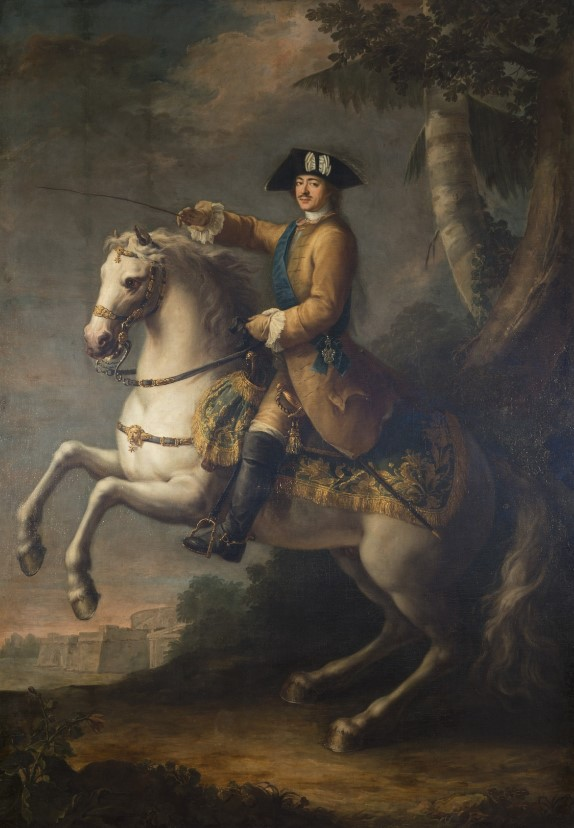
Портрет Петра I. 1717. Холст, масло. Государственный Русский музей, Санкт-Петербург
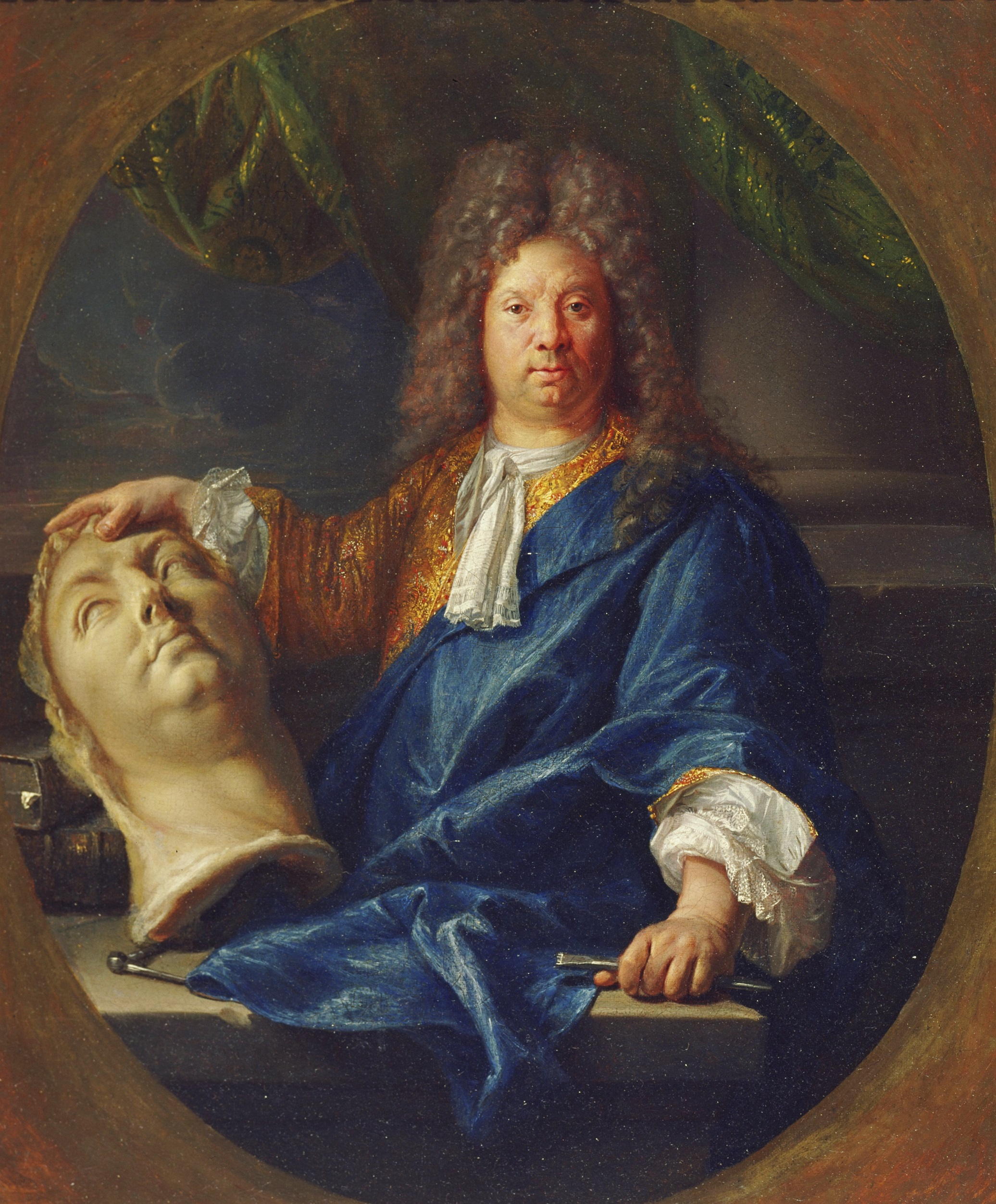
Портрет скульптора Антуана Куазевокса. 1701. Холст, масло. Миннеаполисский институт искусства, США
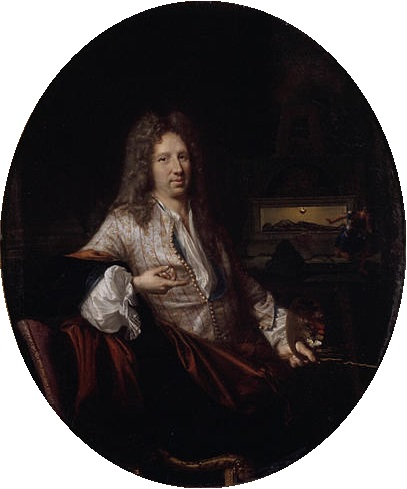
Портрет Рене Антуана Уасса. Ок. 1699. Холст, масло. Муниципальный музей, Гренобль
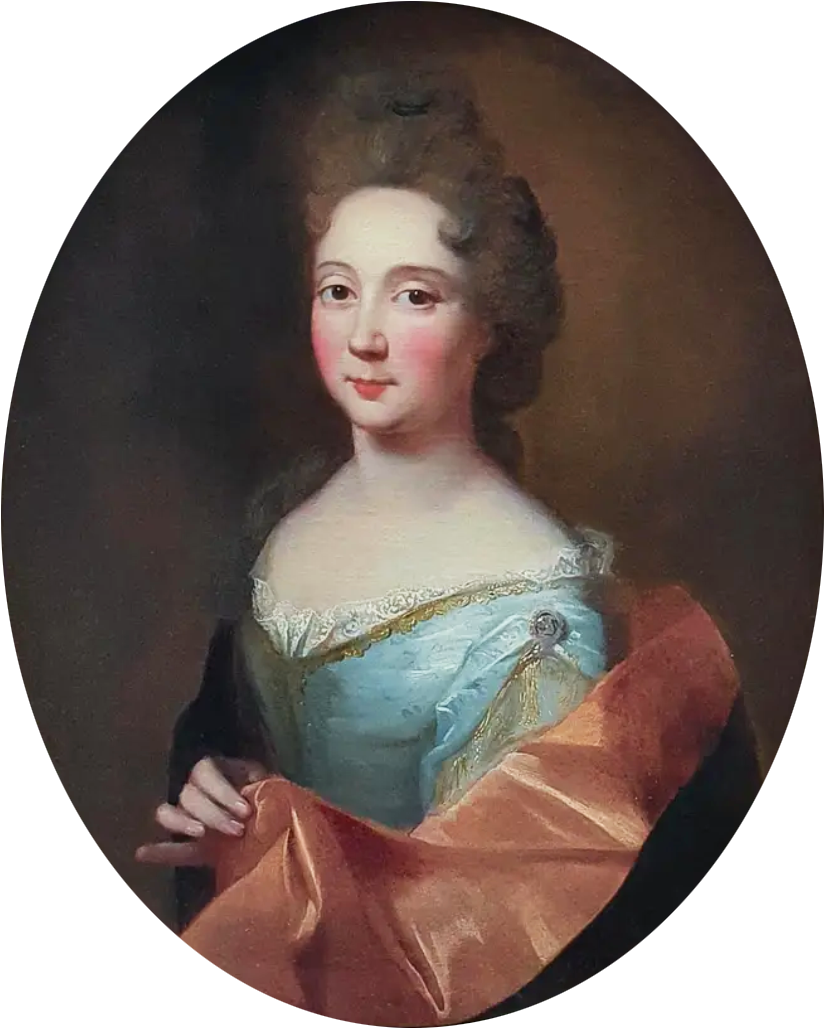
Портрет дамы в серебристом платье и розовой накидке (атрибутируется). Ок. 1700. Местонахождение неизвестно
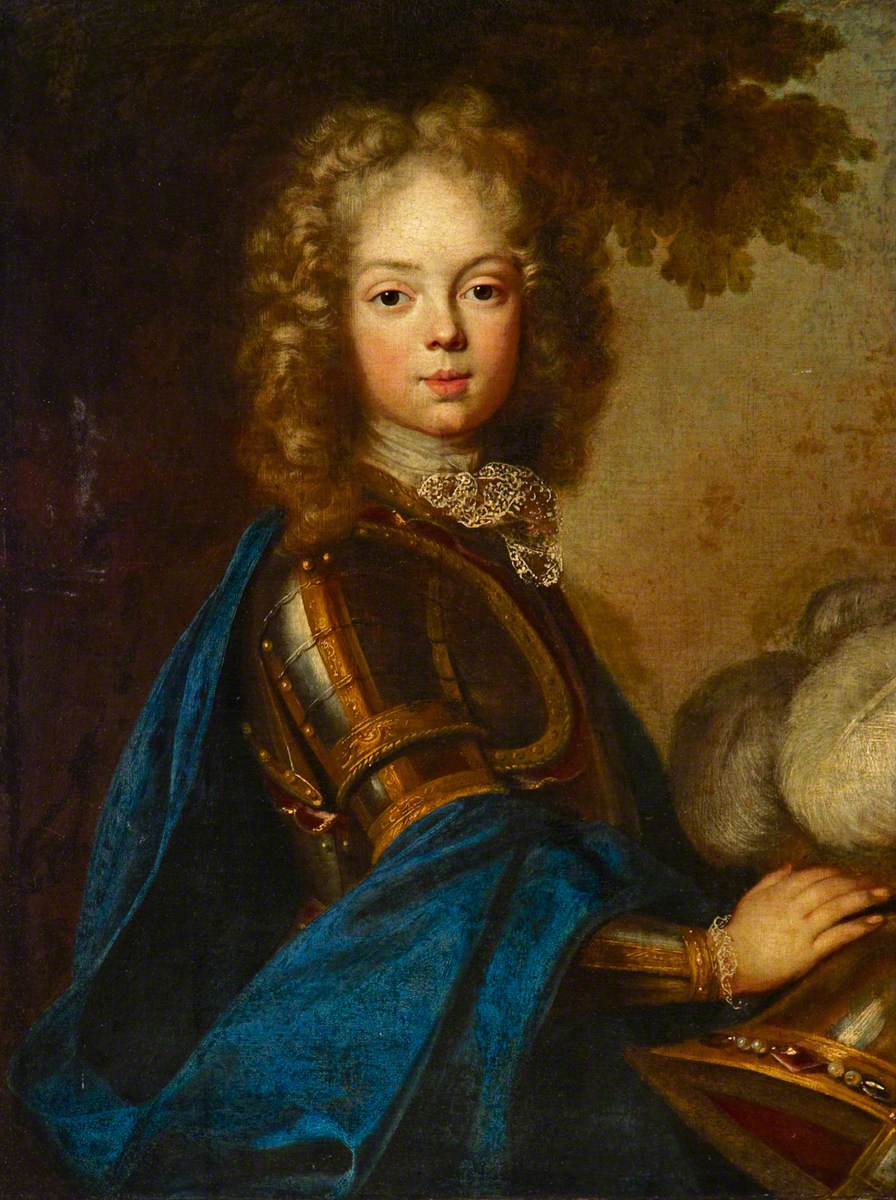
Луи-Огюст де Бурбон (1670–1736), герцог Мен. 1700. Холст, масло. Национальный фонд, Великобритания
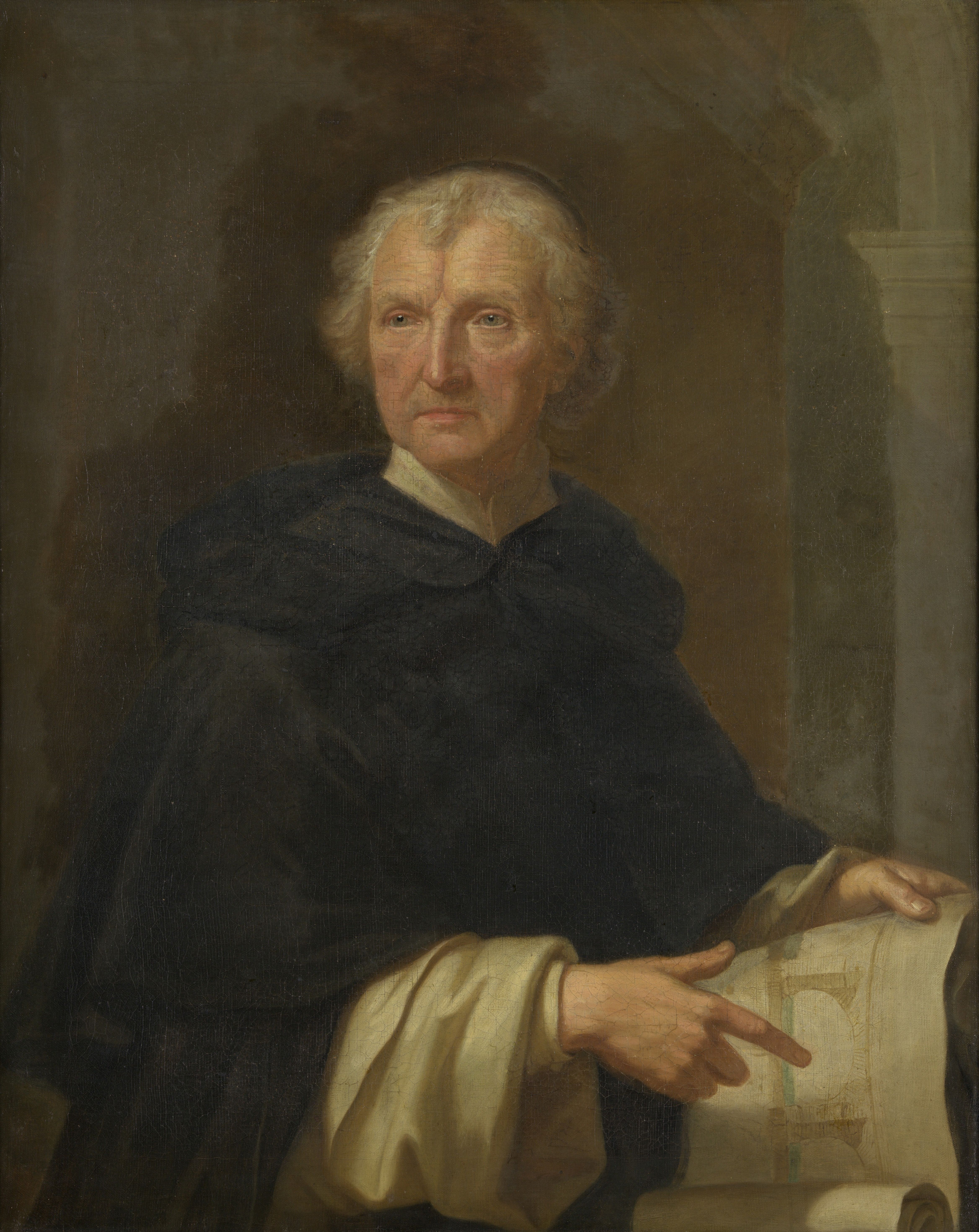
Портрет брата Франса Румана. Холст, масло. Музей изящных искусств, Гент, Бельгия